# سیکورسکی اس-۶۱آر

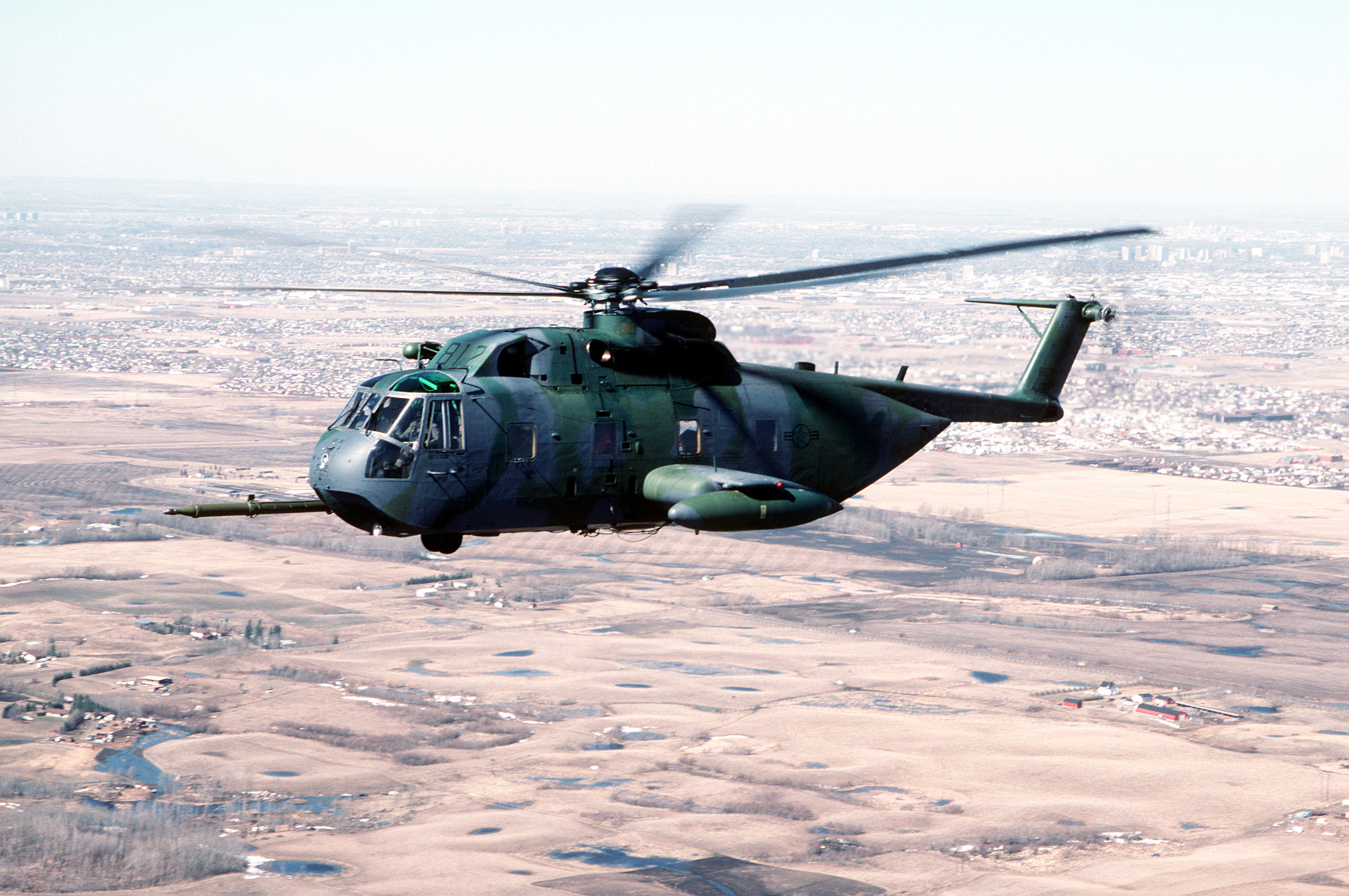
یک فروند هلیکوپتر اچ اچ-۳ئی جولی گرین جاینت متعلق به نیروی هوایی ایالات متحدهٔ آمریکا در حال پرواز در آسمان کانادا.

سیکورسکی اس-۶۱آر (به انگلیسی: Sikorsky S-61R) یک هلیکوپتر دوموتورهٔ ترابری یا امداد و نجات است. ورژن اس-۶۱ سی کینگ این هلیکوپتر زیر امتیاز شرکت آگوستا ساخته شده و ای اس-۶۱آر نام دارد. اس-۶۱آر در نیروی هوایی ایالات متحدهٔ آمریکا با نام‌های سی اچ-۳سی/ئی سی کینگ و اچ اچ-۳ئی جولی گرین جاینت و در گارد ساحلی ایالات متحده با نام اچ اچ-۳اف پلیکان خدمت نموده‌است.

## ساخت
سیکورسکی اس-۶۱آر به عنوان گونه‌ای از اس-۶۱/اس اچ-۳ سی کینگ ساخته شد. بدنهٔ اس-۶۱آر اساساً بازبینی شده و دارای محل بارگیری ضدآب در عقب است و از این لحاظ با محل بارگیری قایقی اس-۶۱ تفاوت می‌کند. همچنین اس-۶۱آر دارای ارابهٔ فرود جمع شدنی است. شرکت سیکورسکی طراحی بدنهٔ اس-۶۱آر را برای ورژن بزرگتر سی‌اچ-۵۳ و بعداً اس-۹۲ نیز همچنین به کار گرفت.
سیکورسکی ریسک کرده و پیش نمونه اس-۶۱آر را به عنوان هلیکوپتری متعلق به بخش خصوصی ساخت. نخستین پرواز آن در سال ۱۹۶۳ بود. در خلال ساخت آن نیروی هوایی ایالات متحدهٔ این هلیکوپتر را سفارش داد که نامش سی اچ-۳سی گذاشته شد. نیروی هوایی از سی اچ-۳سی برای نجات خلبانان سرنگون شده بهرهبرداری کرد. ورژن سی اچ-۳ئی که دارای موتورهای نیرومندتری بود در سال ۱۹۶۵ ساخته شد.
ورژن اچ اچ-۳ئی به تعداد ۸ فروند بعداً ساخته شد و بعد ۵۰ فروند سی اچ-۳ئی به این استاندارد تبدیل شدند. ورژن اچ اچ-۳ئی جولی گرین جاینت دارای جنگ‌افزار پشتیبانی، میلهٔ جمه شدنی سوختگیری هوایی، مخزن بیرونی دورانداختنی، جرثقیل سرعت بالا و دیگر تجهیزات تخصصی است. در سال ۱۹۶۵ گارد ساخلی ایالات متحده ورژن اچ اچ-۳اف سی کینگ (که بیشتر به نام پلیکان شناخته می‌شود) برای ماموریت‌های نجات هوادریا در شب و روز سفارش داد. پلیکان دارای رادار جستجو با گنبد آنتنی دماغه و توانایی فرود روی آب بود. شرکت ایتالیایی آگوستا ۲۲ فروند از این هلیکوپتر را برای نیروی هوایی ایتالیا ساخت. این شرکت مدعی شد که می‌تواند خط تولید را تا ۳۶ ماه دیگر بازگشایی کرده و هلیکوپترهای ای اس-۶۱ بیشتری بسازد.

## تاریخچهٔ عملیات
این هلیکوپتر در نیروی هوایی آمریکا در تعداد بسیاری از اسکادران‌های نجات هوایی، نجات هوافضا، اسکادران‌های فرماندهی ترابری هوایی نظامی، اسکادران‌های نجات فرماندهی نبرد هوایی و دیگر فرماندهی‌های اصلی نیروی هوایی آمریکا در جهان فعال بود. همچنین این هلیکوپتر در تعدادی از اسکادران‌های رزرو نیروی هوایی و گارد ملی هوایی خدمت می‌کرد. همهٔ هلیکوپترهای ایچ ایچ-۳ئی نیروی هوایی آمریکا و نیروهای رزرو نیروی هوایی و گارد ملی هوایی در دههٔ ۱۹۹۰ بازنشسته شدند و هلیکوپتر اچ اچ-۶۰جی پیو هاوک جایگزین گردید.
ایچ ایچ-۳اف پلیکان از اواخر دههٔ ۱۹۶۰ تا اواخر دههٔ ۱۹۹۰ که بازنشسته شد مشغول ماموریت‌های ترابری بود. پس از این زمان هلیکوپتر ام اچ-۶۰جی جی هاوک جایگزین همهٔ اچ اچ-۳اف‌های گارد ساحلی آمریکا شد.